# Денна премія «Еммі»
Денна премія «Еммі» (англ. Daytime Emmy Award) — нагорода, що вручається Нью-Йоркською Національною Академією Телевізійних Мистецтв і Наук і Лос-Анджелеською Академією Телевізійних Мистецтв і Наук в знак визнання передового досвіду в денних американських телевізійних програмах. Церемонії, як правило, проходять в травні або червні.
«Еммі» вважається телевізійним еквівалентом «Оскара» (для кіно), премії «Греммі» (для музики) і премії «Тоні» (для театру).

## Історія
Перша церемонія вручення нагород Денної премії «Еммі» пройшла в прайм-тайм в 1972 році, коли серіали Лікарі і Загальна лікарня були номіновані за видатні досягнення, в категорії Денна Драма. У тому ж році серіал Лікарі здобув нагороду «Найкраще шоу» (англ. Best Show Daytime Emmy). Крім того, нагорода за «Видатні досягнення» (англ. Outstanding Achievement) за роль у денний драмі, була присуджена Марії Фікетт з серіалу Усі мої діти. Попередня категорія «Видатні досягнення в денних програмах» була додана один раз в 1968 році, коли був номінований Макдональд Кері, зірка серіалу Дні нашого життя. Через правила часу голосування, судді могли вирішувати нагородити або однією Еммі або взагалі не нагороджувати, і в підсумку вони вирішили, що ніхто з номінантів не заслуговував золотої статуетки. Це рішення обурило продюсера і сценаристку Агнес Ніксон (творець серіалів Інший світ, Усі мої діти і Одне життя, щоб жити), спонукавши його написати в Нью-Йорк Таймс, «… після перегляду фіаско недавньої церемонії нагородження Еммі, цілком можна розглядати як знак відмінності те, що ти проігнорований цією групою» (англ. «…after viewing the recent fiasco of the Emmy awards, it may well be considered a mark of distinction to have been ignored by this group.»).
Давня зірка серіалу Загальна лікарня Джон Бередіно став провідним актором, удостоєним нагороди денного таланту (англ. daytime talent), особливого визнання за свою роботу. Перший окремий показ церемонії нагороджень, був зроблений тільки для денного телемовлення, він транслювався в 1974 році, з Channel Gardens в нью-йоркському Rockefeller Center. Ведучі церемонії нагороджень були Барбара Уолтерс і Пітер Маршалл. Тепер захід зазвичай проводиться в сусідньому Radio City Music Hall, з рідкісними трансляціями з Медісон-сквер-гарден. У 2006 році церемонія нагород Еммі була проведена в Долбі Театр у Лос-Анджелесі (вперше за межами Нью-Йорка), де проходили церемонії вручення Оскара, з моменту відкриття театру у 2001 році. У Долбі Театр також проходили церемонії нагороджень Еммі у 2007 і 2008 роках.
Через відносно невелику кількість талантів в денний час телебачення, нагорода стала поширеною серед акторів, яких часто номінували повторно. Найбільш сумнозвісною з них є зірка серіалу «Усі мої діти» Сьюзен Луччі, чиє ім'я стало синонімом з тим, щоб бути марно номінованим на нагороду, після того, як вона була номінована на денну Еммі 18 разів, поки нарешті не одержала статуетку в номінації «Найкраща актриса», в 1999 році.
У 2003 році у відповідь на різку критику блоку голосування, за шоу з участю великого списку номінантів, додаткове голосування було додано до всіх чинних драматичних категорій. Відоме як «попередні кандидатури», один або два актори з кожного шоу, вибираються, щоб бути розглянутими як первинні кандидати на отримання нагороди.

## Історичні моменти
- Легендарна комедійна актриса Бетті Вайт стала першою жінкою, яка здобула нагороду в категорії «Найкращий ведучий ігрового шоу» в 1983 році.
- Сьюзен Луччі належить рекорд за кількістю номінацій без перемог. Вона була номінована рекордний 21 раз на премію, щорічно з 1978 року, і в перше отримала її тільки в 1999 році.

## Актори, які здобули найбільшу кількість премій
- Ентоні Гірі (7) (1982, 1999–2000, 2004, 2006, 2008, 2012)
- Еріка Слезак (6 нагород) (1984, 1986, 1992, 1995–1996, 2005)
- Джастін Діс (6) (1984, 1988–1989, 1994–1995, 1997)
- Девід Конарі (5) (1986, 1988–1989, 1993, 2001)
- Джонатан Джексон (5) (1995, 1998–1999, 2011, 2012)
- Хізер Том (4) (1993, 1999, 2011, 2012)
- Сьюзен Флэннері (4) (1975, 2000, 2002–2003)
- Еллен Дедженерес (4) (2005, 2006, 2007, 2008)
- Кім Зіммер (4) (1985, 1987, 1990, 2006)
- Пітер Бергман (3) (1991–1992, 2002)
- Сара Браун (3) (1997–1998, 2000)
- Дженніфер Фінніган (3) (2002–2004)
- Хелен Галлахер (3) (1976–1977, 1988)
- Рік Херст (3) (1991, 2004, 2007)
- Майкл Найт (3) (1986–1987, 2001)
- Дженніфер Лендон (3) (2006–2008)
- Крістіан ЛеБланк (3) (2005, 2007, 2009)
- Барбара Волтерс (3) (1975, 2003, 2009)
- Джулія Барр (2) (1990, 1998)
- Джулі Марі Берман (2) (2009–2010)
- Ларрі Бруггман (2) (1984, 1987)
- Марта Бірн (2) (1987, 2001)
- Макдональд Кері (2) (1974–1975)
- Сьюзен Хескел (2) (1994, 2009)
- Елізабет Хаббард (2) (1974, 1976)
- Джудіт Лайт (2) (1980–1981)
- Дороті Лайман (2) (1982–1983)
- Кевін Мамбо (2) (1996–1997)
- Кеді Макклейн (2) (1990, 2004)
- Кімберлі Маккалло (2) (1989, 1996)
- Майкл Парк (2) (2010–2011)
- Том Пелпхей (2) (2006, 2008)
- Джон Уесли Шипп (2) (1986, 1987)
- Крістофф Св. Джон (2) (1992, 2008)
- Мішель Стеффорд (2) (1997, 2004)
- Джина Тогноні (2) (2006, 2008)
- Джеррі Вердорн (2) (1995–1996)
- Джесс Уолтон (2) (1991, 1997)
- Дуглас Уотсон (2) (1980–1981)
- Мойра Уест (2) (2007, 2010)
- Еллен Уілер (2) (1986, 1988)
- Дарнелл Уільямс (2) (1983, 1985)
- Вупі Голдберг (2) (2002, 2009)